# Paropomala wyomingensis
Paropomala wyomingensis är en insektsart som först beskrevs av Thomas, C. 1871.  Paropomala wyomingensis ingår i släktet Paropomala och familjen gräshoppor. Inga underarter finns listade i Catalogue of Life.